# Florentina (loď)

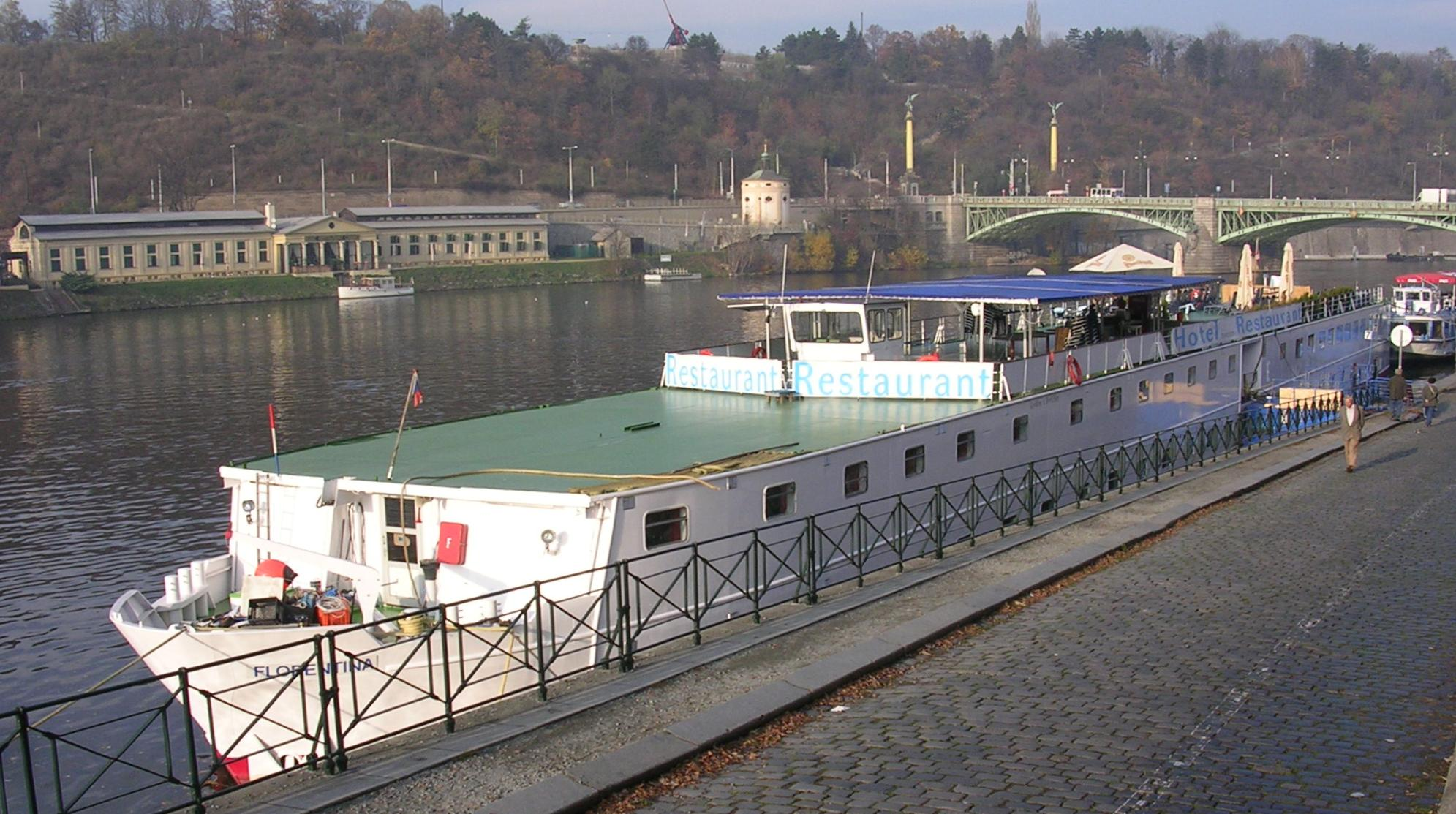
Florentina v přístavišti v Praze, příď

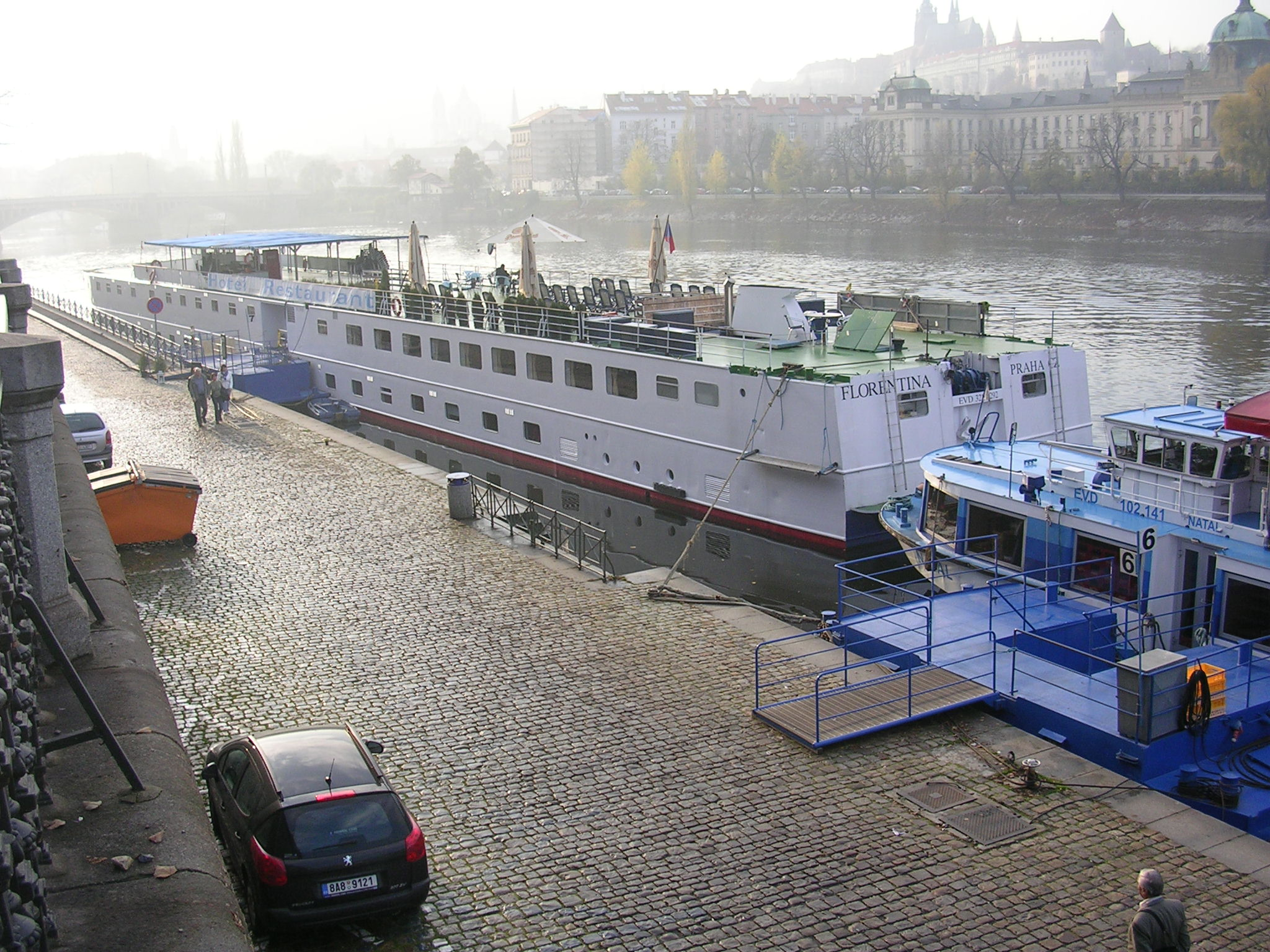
Florentina v přístavišti v Praze, záď

Florentina je 80 m dlouhá a 9,42 m široká motorová hotelová říční loď společnosti Evropská vodní doprava. Byla postavena roku 1981. Na jaře 2008 byla přebudována, od roku 2008 slouží jako restaurace a botel. Stálé stanoviště má mimo letní sezonu, od září do května, na Vltavě v Praze v přístavišti pod Čechovým mostem. Je způsobilá a používaná i k běžné plavbě; k letní nabídce mají od jara 2009 patřit týdenní turistické cykloplavby po Vltavě a Labi (do Štěchovic, Nelahozevsi a Veltrus, Litoměřic, Velkých Žernosek a Píšťan) s půjčováním jízdních kol. Je tak jedinou hotelovou lodí v České republice (nastálo upevněné botely nejsou loděmi, ale plovoucími zařízeními).
Má 54 kajut se 100 lůžky (8 jednolůžkových a 46 dvoulůžkových), restauraci s barem a zčásti krytou sluneční palubu.